# I Signori del vino
I Signori del vino è stato un programma televisivo italiano andato in onda dal 31 gennaio 2015 al 20 dicembre 2018 in seconda serata su Rai 2, condotto da Marcello Masi e Rocco Tolfa e dedicato al mondo del vino.